# Numero Dertien
Numero Dertien est un hameau qui fait partie de la commune de Veendam dans la province néerlandaise de Groningue.
Le nom, qui signifie Numéro Treize, vient du fait que le hameau est situé le long du treizième canal de traverse de l'Ommelanderwijk, en comptant depuis Veendam.